# Nantaise (race bovine)
Pour les articles homonymes, voir Nantaise.
La Nantaise est une race bovine française.

## Histoire

### Origine
Elle appartient à la branche fauve du rameau brun. Elle est issue de la parthenaise dont elle est la variante bretonne. Elle est élevée dans le sud de la Bretagne, de l'estuaire de la Loire jusqu'à Vannes.
Elle est mentionnée en 1789 dans les Observations sur la population des bestiaux et leurs différentes espèces de M. de Francourt.

### Effectifs
Les effectifs de 150 000 bêtes en 1900[réf. souhaitée] et 170 000 bêtes en 1946 ont fondu pour arriver à 600 en 1973 puis à 50 en 1985[réf. souhaitée]. Depuis, un herd-book a été ouvert en 1988 et un plan de sauvegarde a été mis en place. Le nombre atteint 550 en 2005 et 90 % des vaches reproduisent en race pure. On atteint les 900 vaches dans 97 élevages en 2010.

## Morphologie

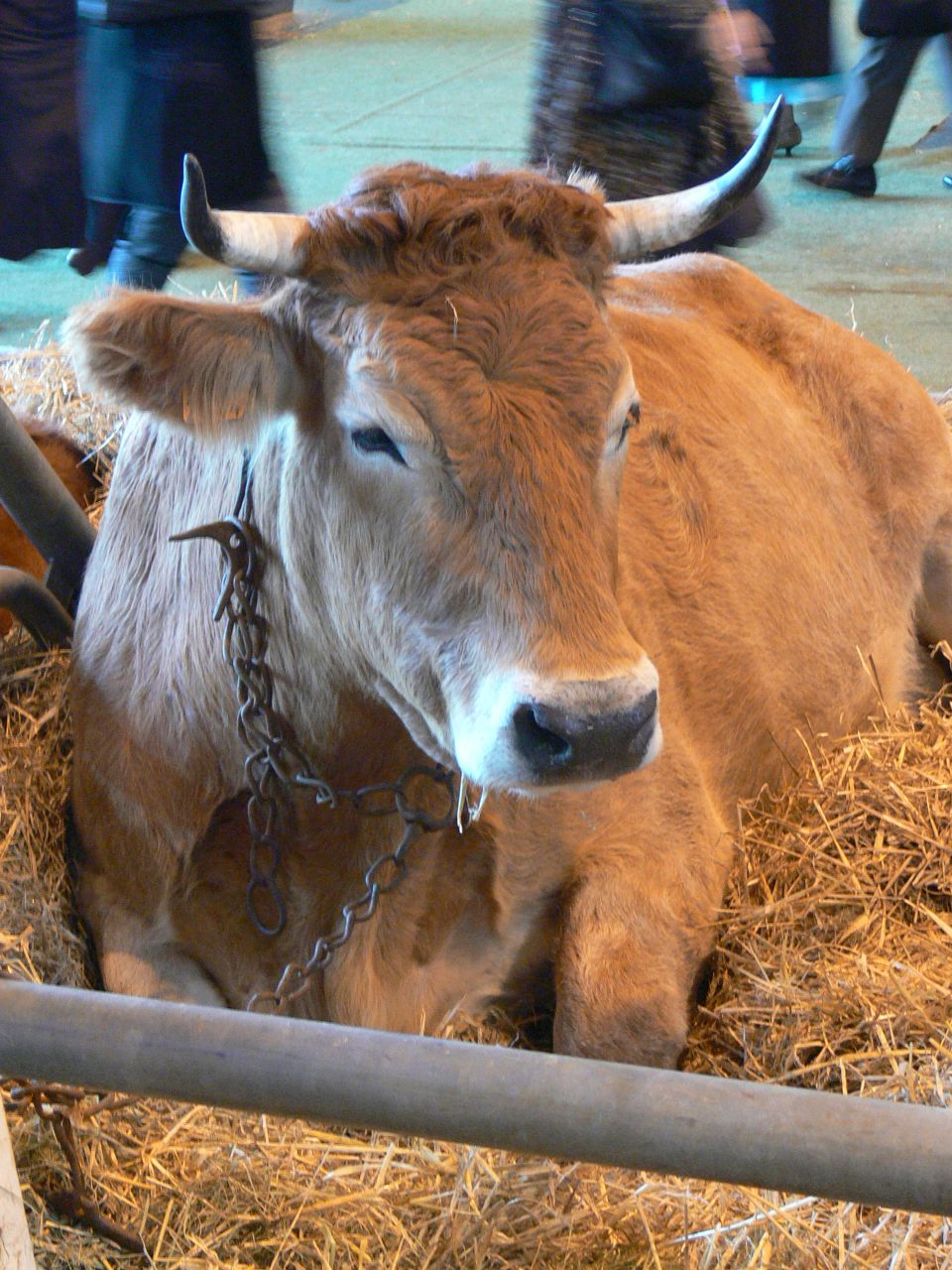
Vache nantaise au Salon international de l'agriculture.

Elle porte une robe froment à gris clair et aux muqueuses foncées. Le mufle est noir auréolé de clair et le tour des yeux est plus sombre. Le taureau est plus foncé (gris-brun) que la vache. 
C'est une race de taille moyenne : 138 cm au garrot pour 650 kg.

## Aptitudes
C'était une race mixte, élevée pour sa force de travail (sa fonction à l'origine), sa viande et son lait. 
Race rustique à croissance lente, elle est adaptée à un milieu humide et pauvre (prairies inondables, marais) et valorise des fourrages grossiers et de la végétation ligneuse refusés par les autres races : elle ménage notamment des zones rases appréciées de l'oie cendrée et des zones herbues, refuges de plantes protégées. Parmi ses qualités, on peut citer sa docilité et sa dureté au travail, appréciées lorsqu'elle était utilisée pour sa force de travail. Elle a une bonne ossature et de bons aplombs. 
Aujourd'hui, les éleveurs qui la choisissent le font par amour de cette race. Ils produisent de la viande en élevage extensif en plein air et fonctionnement autonome. Sa rentabilité vient de la mise en valeur de terres inutilisées. Un éleveur continue à dresser des bœufs à l'attelage.

## Mesures de conservation

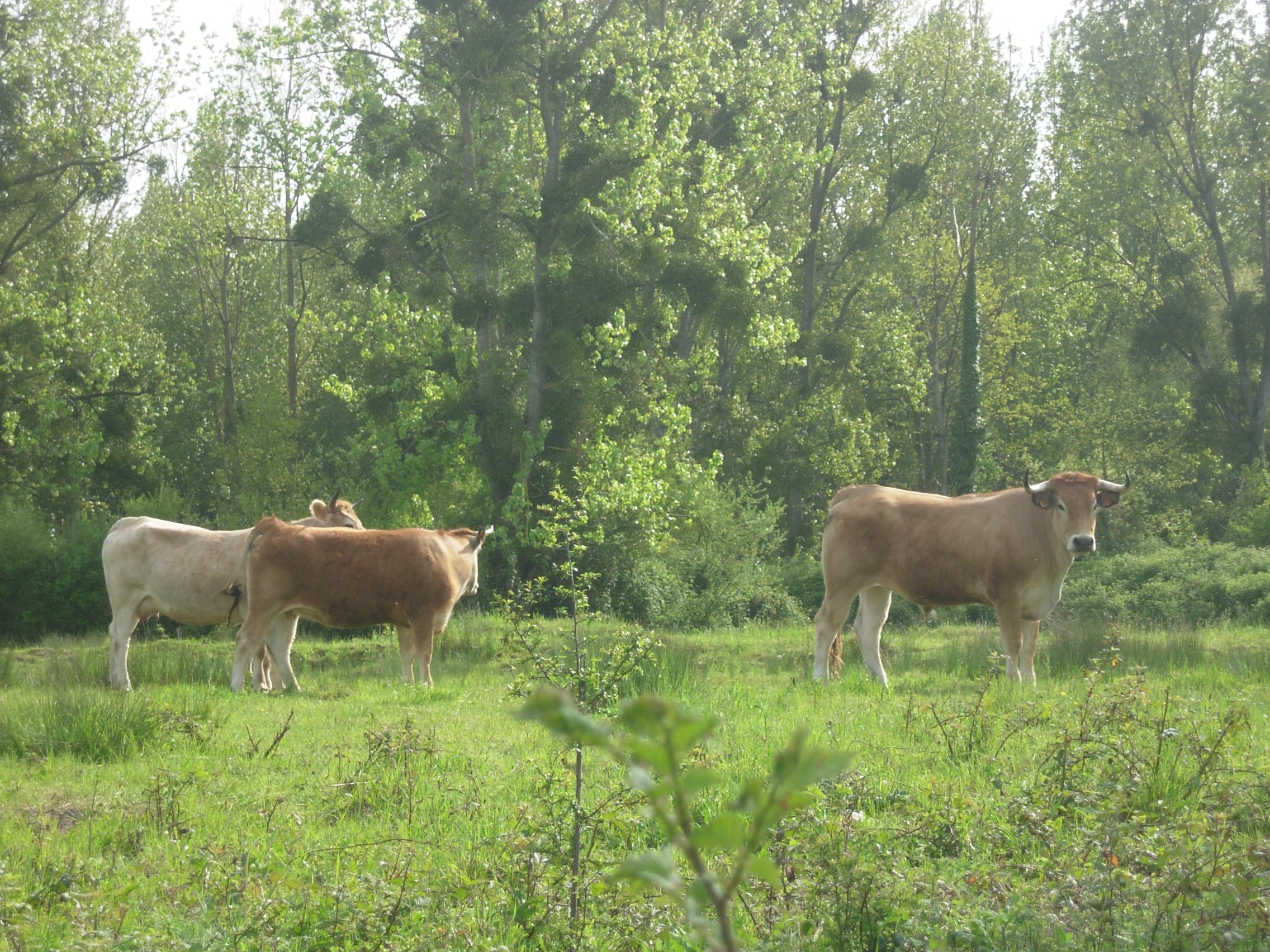
Vaches nantaises à Saint-Nicolas-de-Redon.

Les moyens mis en place pour son maintien ont été :
- inventaire des reproducteurs ;
- sélection des meilleures vaches susceptibles de devenir mères à taureaux ;
- collecte de sperme sur les mâles les plus représentatifs et éloignés génétiquement ;
- aide au choix des mâles pour les éleveurs.